# بادي كارديف
بادي كارديف (بالإنجليزية: Paddy Cardiff)‏ هو نقابي أيرلندي، ولد في 8 نوفمبر 1925، وتوفي في 3 يونيو 2005.